# Anna d'Ungheria (1226-1274)
Anna d'Ungheria (Ungheria, 1226 – 1274 circa) fu una delle figlie di Béla IV d'Ungheria e di Maria Lascaris di Nicea.
Membro della dinastia degli Arpadi, Anna ottenne molti dei titoli grazie al suo matrimonio con Rostislav Michajlovič.

## Biografia
Nata nel 1226, Anna era la terza di dieci figli avuti dai genitori. Tra le sue sorelle vi erano tre sante, ovvero Kinga, Margherita e la beata Iolanda. Tra gli altri fratelli vi erano Stefano V d'Ungheria e Elisabetta d'Ungheria, duchessa di Baviera.
I suoi nonni paterni erano Andrea II d'Ungheria e Gertrude di Merania, sorella di Agnese di Merania, mentre quelli materni Teodoro I Lascaris e Anna Comnena Angelina.

### Matrimonio
Nel 1243 Anna sposò Rostislav Michajlovič, il quale non era riuscito a rafforzare il suo dominio in Galizia e si era trasferito alla corte del re Béla IV d'Ungheria. Anna era sempre stata la figlia preferita del padre ed egli le permise di esercitare sempre più influenza sugli affari della corona. Nelle sue ultime volontà, Béla affidò la figlia e i suoi seguaci al genero di lei, Ottocaro II di Boemia, perché non si fidava del figlio maggiore Stefano. Michele ereditò la regione della Bosnia dal padre. Re Béla IV, dopo aver fatto queste assegnazioni ai nipoti, decise anche di fare alcuni ulteriori cambiamenti nei suoi territori periferici, e assegnò la Slavonia, la Dalmazia e la Croazia, che fino ad allora erano state tutte sotto il suo erede, il futuro Stefano V d'Ungheria, a un figlio più giovane di nome Béla.
Stefano si infuriò e si ribellò immediatamente gettando le premesse per una guerra contro il padre; nel momento in cui dovettero scegliere con quale coalizione stare, Anna e suo figlio, Béla di Macsó, assistettero Béla IV. Il padre e il fratello di Anna conclusero una pace il 5 dicembre 1262, in base alla quale il regno fu diviso, e quest'ultimo acquisì i territori a est del fiume Danubio come "iunior rex". Dopo la pace, Stefano V occupò i possedimenti che i figli di Anna avevano ereditato dal padre nelle zone orientali del regno (gli antichi possedimenti reali nel comitato di Bereg e il castello di Füzér). Anna presentò un reclamo formale contro il fratello a Papa Urbano IV, ma lo "iunior rex" non restituì i loro possedimenti.
Anna andò a vivere alla corte reale del genero in Boemia. Ottocaro sposò la figlia di Anna, Cunegonda, nel 1261 e i due divennero genitori di Venceslao II di Boemia. Il marito di Anna morì nel 1262, lasciando la nobildonna vedova. Non si sa quando Anna morì, ma probabilmente verso il 1274.

## Ascendenza
|                         |   |                           | Genitori                 |  |  | Nonni |  |  | Bisnonni            |  |  | Trisnonni          |  |
|                         |   |                           |                          |  |  |       |  |  | Béla III d'Ungheria |  |  | Géza II d'Ungheria |  |
|                         |   |                           |                          |  |  |       |  |  | Béla III d'Ungheria |  |  | Géza II d'Ungheria |  |
|                         |   | Efrosin'ja Mstislavna     |                          |  |  |       |  |  | Béla III d'Ungheria |  |  |                    |  |
| Andrea II d'Ungheria    |   |                           |                          |  |  |       |  |  | Béla III d'Ungheria |  |  |                    |  |
|                         |   | Agnese d'Antiochia        | Rinaldo di Châtillon     |  |  |       |  |  |                     |  |  |                    |  |
|                         |   | Agnese d'Antiochia        | Rinaldo di Châtillon     |  |  |       |  |  |                     |  |  |                    |  |
|                         |   | Agnese d'Antiochia        | Costanza d'Antiochia     |  |  |       |  |  |                     |  |  |                    |  |
| Béla IV d'Ungheria      |   | Agnese d'Antiochia        |                          |  |  |       |  |  |                     |  |  |                    |  |
|                         |   | Bertoldo IV d'Andechs     | Bertoldo I d'Istria      |  |  |       |  |  |                     |  |  |                    |  |
|                         |   | Bertoldo IV d'Andechs     | Bertoldo I d'Istria      |  |  |       |  |  |                     |  |  |                    |  |
|                         |   | Bertoldo IV d'Andechs     | Edvige di Wittelsbach    |  |  |       |  |  |                     |  |  |                    |  |
| Gertrude di Merania     |   | Bertoldo IV d'Andechs     |                          |  |  |       |  |  |                     |  |  |                    |  |
|                         |   | Agnese di Rochlitz        | Dedi III di Lusazia      |  |  |       |  |  |                     |  |  |                    |  |
|                         |   | Agnese di Rochlitz        | Dedi III di Lusazia      |  |  |       |  |  |                     |  |  |                    |  |
|                         |   | Agnese di Rochlitz        | Matilde di Heinsberg     |  |  |       |  |  |                     |  |  |                    |  |
| Anna d'Ungheria         |   | Agnese di Rochlitz        |                          |  |  |       |  |  |                     |  |  |                    |  |
|                         | … | …                         |                          |  |  |       |  |  |                     |  |  |                    |  |
|                         | … | …                         |                          |  |  |       |  |  |                     |  |  |                    |  |
|                         | … | …                         |                          |  |  |       |  |  |                     |  |  |                    |  |
| Teodoro I Lascaris      | … |                           |                          |  |  |       |  |  |                     |  |  |                    |  |
|                         |   | …                         | …                        |  |  |       |  |  |                     |  |  |                    |  |
|                         |   | …                         | …                        |  |  |       |  |  |                     |  |  |                    |  |
|                         |   | …                         | …                        |  |  |       |  |  |                     |  |  |                    |  |
| Maria Lascaris di Nicea |   | …                         |                          |  |  |       |  |  |                     |  |  |                    |  |
|                         |   | Alessio III Angelo        | Andronico Angelo         |  |  |       |  |  |                     |  |  |                    |  |
|                         |   | Alessio III Angelo        | Andronico Angelo         |  |  |       |  |  |                     |  |  |                    |  |
|                         |   | Alessio III Angelo        | Eufrosina Castamonitissa |  |  |       |  |  |                     |  |  |                    |  |
| Anna Comnena Angelina   |   | Alessio III Angelo        |                          |  |  |       |  |  |                     |  |  |                    |  |
|                         |   | Eufrosina Ducena Camatera | Andronico Camatero       |  |  |       |  |  |                     |  |  |                    |  |
|                         |   | Eufrosina Ducena Camatera | Andronico Camatero       |  |  |       |  |  |                     |  |  |                    |  |
|                         |   | Eufrosina Ducena Camatera | …                        |  |  |       |  |  |                     |  |  |                    |  |
|                         |   | Eufrosina Ducena Camatera |                          |  |  |       |  |  |                     |  |  |                    |  |

## Discendenza
La coppia ebbe i seguenti figli:
- Duca Béla di Macsó (1243 circa - novembre 1272)
- Duca Michele di Bosnia (prima del 1245 - 1271)
- Una figlia dal nome ignoto (forse Anna) prima moglie dello zar Michele Asen II di Bulgaria, poi dello zar Kaliman II di Bulgaria.
- Cunegonda di Slavonia (1245 - 9 settembre 1285), prima moglie di re Ottocaro II di Boemia e poi di Zaviš von Falkenstein-Rosenberg
- Agrippina di, Alta duchessa consorte di Polonia, (? - 26 maggio 1303/1309), moglie del principe Leszek II di Cracovia.
- Margherita, fattasi suora.